# マウンテンバイクレース

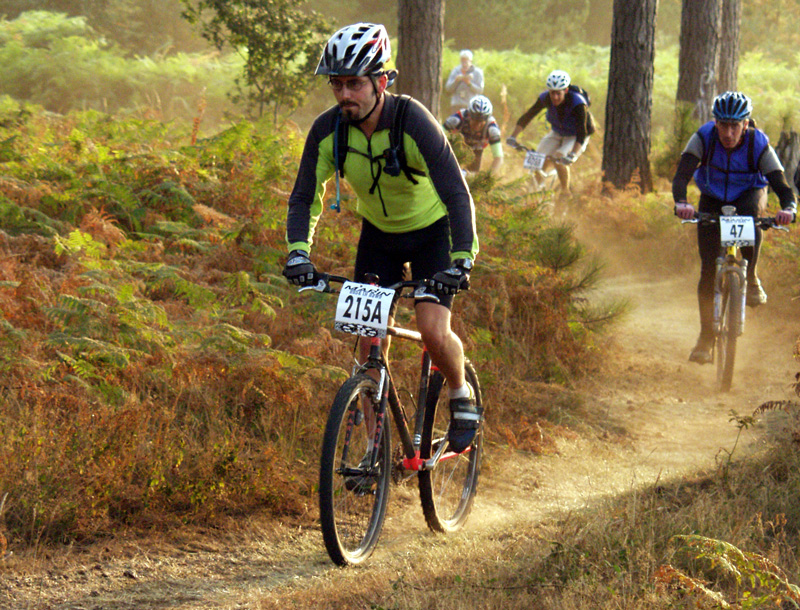
マウンテンバイクレース

マウンテンバイクを使用し、山間部の未舗装路などでおこなわれるのがマウンテンバイクレースである。1990年にクロスカントリーの世界選手権が初開催され、1992年にダウンヒルが加えられた。1996年のアトランタオリンピックからクロスカントリーが公式種目となっている。
レースの種類として代表的なものは以下のようなものである。

## クロスカントリー(XC)

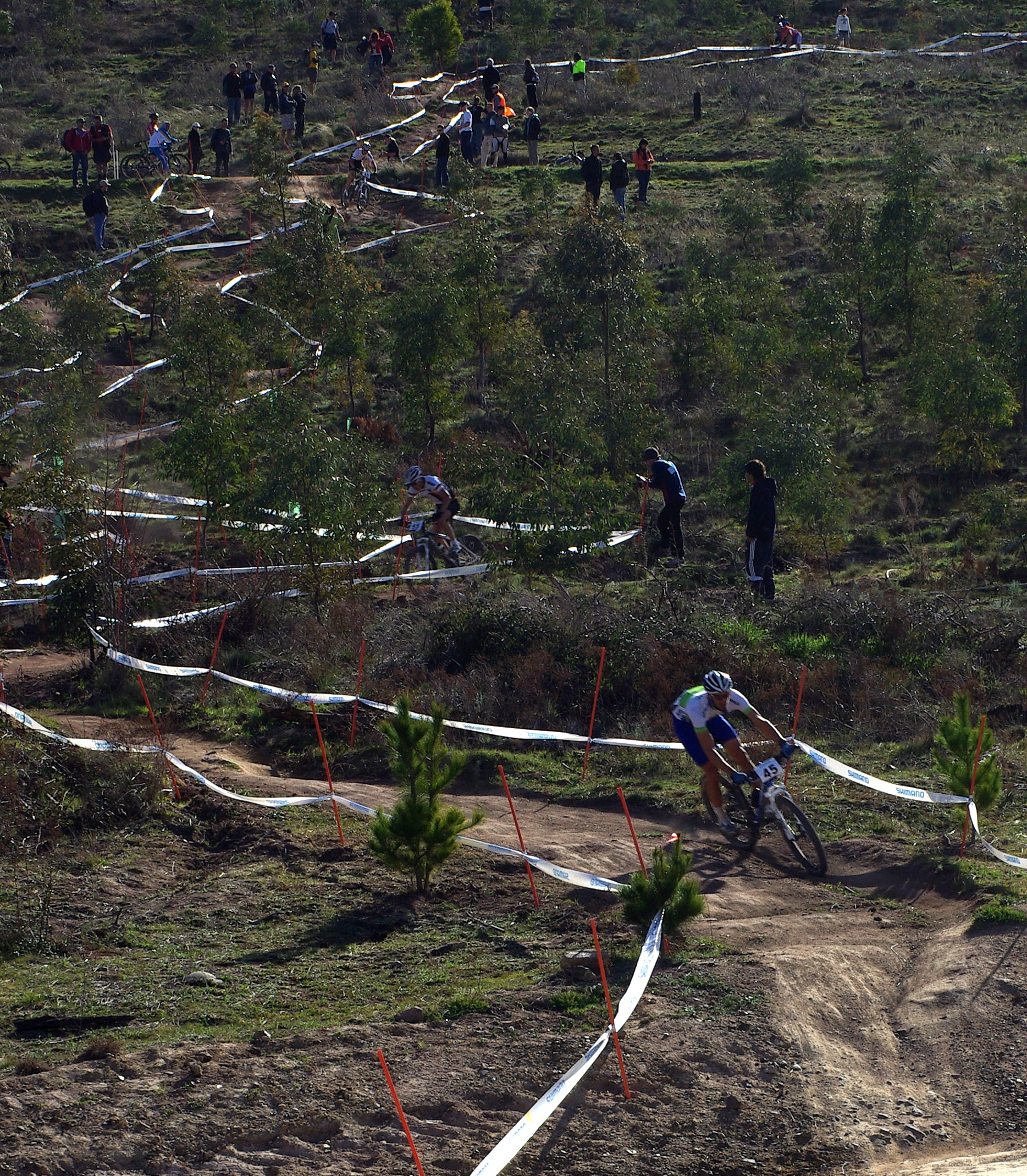
クロスカントリーのコース

### クロスカントリー・オリンピック(XCO)
周回コースを一定距離走り、ゴール順を競う競技。1996年アトランタオリンピックから正式競技となった。オリンピック用に定められた競技形態で、現在のクロスカントリーの公式競技はこれに準拠して開催されている。1周4〜6kmの周回路を使い、エリートカテゴリで1時間30分から1時間45分の競技時間と定められている。
コースには2箇所以上のフィード／テクニカルアシスタンス・ゾーン（飲料、食糧、機材補給所）が設けられる。

### クロスカントリー・マラソン(XCM)
マラソンクロス、クロスマウンテンとも。 60km～120kmの非常に長いオフロードコースを走破する競技。日本ではセルフディスカバリーアドベンチャー・王滝村が有名。

### クロスカントリー・エリミネーター(XCE)
下りコースで構成されるデュアルスラローム/デュアル/4Xに対して、登りを含めたコースで競われるのがクロスカントリー・エリミネーターである。4名または6名が横並びで出走し、上位2名または3名が次戦に進むトーナメント形態で行われる。競技距離は500mから1kmで、シングルトラック部分がないこと、180度を超えるコーナーはないこと、スタートとゴールは離されること、などが定められている。自然、もしくは人工の障害物をコース上に設置可能なことが特徴で、コース上に階段(上り下り)や人工的なドロップなどを設けることが出来る。

### クロスカントリー・ショートトラック(XCC)
2km以内の周回コースで20-60分で競われる競技。2019年からMTBワールドカップでXCOのスタート順を決める予選として採用されている。設定当初はクロスカントリーショートサーキットと呼ばれていた。

## ダウンヒル(DH)
主にスキー場に作られた下り主体のコースを1人ずつ走行し、タイムを競う競技。詳しくはダウンヒルを参照。

## デュアルスラローム/デュアル/4X
かつては平行した2本のコースを用いたレース（デュアルスラローム）が行われていたが、観戦の面白さを出すためコース分けを無くした2人で行うデュアルに移行し、更に2002年の世界選手権で4人でいっせいにスタートする4X（フォークロス）が開催されるに至った。デュアルは勝者、4Xは上位二名が次戦に進むトーナメント形式で行われる。なお、コースはジャンプやバンクがいたるところに設置された100～200mほどの下り斜面である。
同じく下り斜面で高度なテクニックが要求されるダウンヒルと共通し、BMX（バイシクルモトクロス）をバックグラウンドとした選手が多い。代表的なライダーとしてはブライアン・ロープス（USA）、エリック・カーター（USA）、セドリック・グラシア（FRA）などが挙げられる。

## エンデュランス
周回コースを一定時間（2時間/4時間/6時間等）で何周走行できるかを競う競技。数名からなるチームで交代しながら走行するものも多い。2014年までは日本国内で一般にエンデューロと呼ばれていたが、別にエンデューロという競技が発生したため、耐久を意味するエンデュランスに変更されている。

## エンデューロ
いくつかの繋ぎ区間とタイム計測区間を走り、タイム計測区間の合計タイムを競う競技。計測区間は基本的に下り基調だが上りを含んでも良いとされる。その為、コース設定により得意とするマウンテンバイクの種類やタイヤなどのパーツが変わるなど、趣味性の高い競技として人気がある。

## マウンテンバイクオリエンテーリング
オリエンテーリング競技の１つとして数えられることが多い。MTB-Oなどと略される。地図をもとに指定された場所を通過するオリエンテーリング競技をマウンテンバイクに乗りながら行うもので、ルートチョイスやナヴィゲーションの能力などが同時に問われる。